# Costituzione Imperatoriam
La Costituzione Imperatoriam, o Constitutio Imperatoriam, è l'atto che attribuì forza di legge alle Istituzioni di Giustiniano e che le precede nel testo.
Fu emanata a Costantinopoli il 21 novembre 533 dall'imperatore bizantino Giustiniano per promulgare le Institutiones, che dopo la sanctio contenuta nella successiva Costituzione Tanta entrarono in vigore il 30 dicembre dello stesso anno.

## Contenuti
La norma si rivolge espressamente «cupidae legum iuventuti» ("alla gioventù desiderosa d'imparare le leggi"), cioè agli studenti di diritto di Costantinopoli e Berito, che dovevano studiare le Istituzioni per effetto della riforma dell'istruzione introdotta dalla Costituzione Omnem, emanata da Giustiniano il 16 dicembre dello stesso anno.
Il primo paragrafo della Costituzione Imperatoriam individua nel binomio arma et leges ("armi e leggi") la base dell'imperatoria maiestas ("potere dell'imperatore"), mentre i due successivi ricordano le gesta belliche e giuridiche dell'imperatore. Il terzo paragrafo nomina anche i commissari, mentre il quarto e il quinto spiegano il piano dell'opera e il suo metodo. Il sesto contiene la bibliografia: tra le fonti indicate vanno segnalate le Istituzioni di Gaio, che i giuristi considerano il modello di riferimento delle Istituzioni giustinianee. La parte finale del sesto paragrafo, inoltre, attribuisce valore di legge a tutta l'opera:
(Giustiniano, Constitutio Imperatoriam, 6)